# 福尔克·博林
福尔克·博林（瑞典語：Folke Bohlin，1903年3月20日—1972年6月12日），瑞典男子帆船运动员。他曾代表瑞典参加1948年和1956年夏季奥林匹克运动会帆船比赛，共获得一枚金牌和一枚银牌。